# Dicloreto de dimetilaminofosforilo
Dimetilamidofosfórico dicloreto é um composto formulado em C2H6Cl2NOP. 